# Хубларян, Мартин Гайкович
Мартин Гайкович Хубларян (5 марта 1935, с. Болнис-Хачен, Болнисский район, Грузинская ССР — 27 июля 2009, Москва) — российский и советский учёный-гидролог, академик РАН, специалист в области гидрологии суши, разработки теоретических проблем формирования водных ресурсов и качества вод, их охраны.

## Биография
Мартин Гайкович Хубларян родился 5 марта 1935 года в селе Болнис-Хачен Грузинской ССР. В 1958 году окончил гидромелиоративный факультет Армянского сельскохозяйственного института. Работал инженером в институте «Ереванпроект», затем младшим научным сотрудником в Институте энергетики и гидравлики АН Армянской ССР.
Основные этапы жизненного пути:
- 1963—1968 гг. — старший научный сотрудник института ВНИИГаз,
- 1964 г. — защитил диссертацию на соискание учёной степени кандидата физико-математических наук,
- 1968—1979 гг. — заведующий лабораторией Всесоюзного научно-исследовательского института гидротехникии мелиорации (ВНИИГиМ),
- 1975 г. — защитил диссертацию на соискание учёной степени доктора технических наук,
- 1979—1988 гг. — заместитель директора,
- 1988—2003 гг. — директор Института водных проблем АН СССР и Российской академии наук.

26 декабря 1984 года М. Г. Хубларян был избран членом-корреспондентом АН СССР (с 1991 года — РАН) по Отделению океанологии, физики атмосферы и географии (проблема водных ресурсов суши). 31 марта 1994 года его избрали действительным членом РАН по Отделению океанологии, физики атмосферы и географии (география, гидрология суши). С 2003 года — советник РАН.

Могила М. Г. Хубларяна на Троекуровском кладбище Москвы

Избирался членом секции по Государственным премиям РФ в области науки и техники, членом Бюро Отделения наук о Земле РАН, председателем Научного совета РАН «Водные ресурсы суши», председателем экспертной комиссии РАН по премии им. Ф. П. Саваренского, руководителем и автором ряда тем Международной энциклопедии EOLSS (Encyclopedia of life support systems), председателем Координационного комитета по Программе «Global InternationalWaters Assessment in implementation of the UNEP-GIWA assessment programof the International Waters in Russia», главным редактором журнала «Водные ресурсы» (с 1995).
Являлся научным руководителем ряда комплексных тем ИВП РАН: руководителем Программы фундаментальных исследований Отделения наук о Земле РАН «Водные ресурсы, динамика и охрана подземных и поверхностных вод и ледников», проекта Программы фундаментальных исследований Президиума РАН «Изменения окружающей среды и климата: природные катастрофы».
Скончался 27 июля 2009 года. Похоронен на Троекуровском кладбище (14-й участок) в Москве.

## Научная деятельность
Основные направления исследовательской работы ученого были связаны с изучением водных потоков и их качества в средах с различными свойствами, гидрофизических закономерностей и особенностей водных потоков, разработкойконцепции использования и охраны вод в различных регионах.
Ему удалось создать или развить теорию формирования природных вод, изучить протекающие в них процессы, сформулировать физико-математическиезадачи, предложить методы их решения, разработать методические основы принципы охраны вод.
Под его руководством или при непосредственном участии в 1987—1993 гг. были разработаны такие программные документы как:
- концепция Целевой комплексной программы «Экономия и рациональное использование водных ресурсов в г. Москве и повышение надежности её водообеспечения на период до 2010 года»
- «Основные принципы рационального использования водных ресурсов Уральского региона с учетом их качества и охраны»
- концепция «Федеральной целевой программы на 1996—2000 годы по решению социальных, экономических и экологических проблем, связанных с подъемом .уровня Каспийского моря»
- концепция и основные направления проекта Государственной научно-технической программы «Чистые воды России»
- раздел Государственной научно-технической программы «Экологическая безопасность России».

Принимал активное участие в разработке концепции Федеральной целевой программы «Оздоровление экологической обстановки на р. Волге и её притоках, восстановление и предотвращение деградации природных комплексов Волжского бассейна» («Возрождение Волги»). В 1998—2000 гг. руководил научными исследованиями по разделу Программы -«Разработка методов и средств оптимального управления водными ресурсами и мероприятий по улучшению экологического состояния водных объектов и обеспечению устойчивого развития региона». Результаты работы нашли отражение в ряде научных публикаций и 4-томной коллективной монографии «Возрождение Волги — шаг к спасению России».
Участвовал в экспертизах законодательныхи нормативных документов, крупных проектов и программ, в их числе:
- «Водный кодекс РФ»
- «Закон об охране природы»
- проекты Калининской, Крымской, ИгналинскойАЭС, Ленинградской дамбы, каналов «Волго-Дон-II», «Волга-Чограй»
- программы «Сохранение и восстановление Аральского моря», «Экология России», «Экологическаябезопасность России», «Каспий», Национальный доклад СССР на конференции ООН по окружающей среде и развитию (Рио-де-Жанейро, июнь 1992 г.) и др.

## Основные научные труды
Автор и соавтор более 170 работ, в том числе 7 монографий. Основные работы по гидромеханике и проблемам динамики формирования и режима водных ресурсов.
- «Водные потоки: модели течений и качество вод суши» (премия им. Ф. П. Саваренского; 1994)
- «Моделирование процессов интрузии в эстуариях и подземных водоносных горизонтах»
- «Водные ресурсы: рациональное использование и охрана».
- цикл работ «Антропогенное воздействие на водные ресурсы Севера и его экологические последствия (разработка теоретическихоснов определения критических антропогенных нагрузок» награждён (в соавторствес чл.-корр. РАН Т. И. Моисеенко) — главная премия МАИК — «Наука/Интерпериодика».

Являлся руководителем и автором ряда тем Международной энциклопедии EOLSS (Encyclopedia of life support systems).

## Награды и звания
- Орден Почёта (1999) — за большой вклад в развитие отечественной науки, подготовку высококвалифицированных кадров и в связи с 275-летием Российской академии наук[4]
- Премия имени Ф. П. Саваренского (1995) — за монографию «Водные потоки: модели течений и качества вод суши»[1]